# Ceratozamia hondurensis
Ceratozamia hondurensis là một loài thực vật hạt trần trong họ Zamiaceae. Loài này được J.L.Haynes, Whitelock, Schutzman & R.S.Adams mô tả khoa học đầu tiên năm 2008.